# Митна справа (часопис)

Науково-аналітичний журнал «Митна справа»

«Митна справа» — науково-аналітичний журнал, заснований Національним університетом «Одеська юридична академія», що видавався з 1999 по 2014 роки. Періодичність видання — 6 разів на рік українською, російською, англійською мовами.
| Назва                             | Митна справа                                         |
| --------------------------------- | ---------------------------------------------------- |
| Періодичність виходу              | 6 разів на рік                                       |
| Мова                              | українська, російська, англійська                    |
| Адреса редакції                   | м. Одеса                                             |
| Рік заснування                    | 1998                                                 |
| Засновник                         | Національний університет «Одеська юридична академія» |
| Свідоцтво про державну реєстрацію | КВ № 15677-4149 ПР від 02.09.2009                    |

## Проблематика
У збірнику висвітлюються питання митної справи та зовнішньоекономічної діяльності.

## Фахова реєстрація
Науково-аналітичний журнал «Митна справа» внесено до переліку наукових фахових видань ВАК України, в яких можуть публікуватися результати дисертаційних робіт на здобуття наукових ступенів доктора і кандидата наук відповідно до Постанови Президії Вищої атестаційної комісії України від 10.03.2010 р. № 1-05/2.

## Редколегія
Головний редактор: Ківалов С. В., д. ю. н., професор, академік НАПрН України, академік АПН України.
Заступники головного редактора: Додін Є. В., д.ю.н., професор; Шерман М. Д.
Члени редколегії: Бахрах Д. М., д. ю. н., професор; Берлач А. І., д. ю. н., професор; Грищук В. К., д. ю. н., професор; Ковальський В. К., к.ю.н.; Копиленко О. Л., д.ю.н., член-кореспондент НАН України, академік НАПрН України; Кормич Б. А., д. ю. н., профессор; Остапенко О. І., д.ю.н.; Пашко П. В., д.е.н.; Приймаченко Д. В., д.ю.н., Віллі Фотре, Чжан Шуйбао, к.ю.н., професор; Ярмакі Х. П., д. ю. н., професор.
Відповідальний секретар: Аверочкіна Т. В., к.ю.н., доцент.

## Адреса редакційної колегії
Поштова адреса: 65009, Одеса, вул. Академічна, 2, ауд. 305.
Відповідальний секретар.